# La ciudad de las bestias
La ciudad de las bestias es una novela de aventura y fantasía de la escritora chilena Isabel Allende publicada en 2002 y primer libro de Allende para lectores adolescentes. 
Es la primera parte de la trilogía Las memorias del Águila y el Jaguar. Las otras partes son El reino del dragón de oro y El bosque de los pigmeos. En ella, el protagonista Alexander Cold, un joven estadounidense de quince años viaja junto a su abuela, la escritora Kate Cold, al Amazonas como parte de una expedición de la revista ficticia International Geographic. El fin es documentar la existencia de una extraña criatura conocida como «la bestia», considerada un mito del lugar.
Personajes principales:
- Alexander Cold: es un joven californiano de 15 años. Su animal totémico es el jaguar.
- Nadia Santos: una niña de 12 años, hija de César Santos. Su animal totémico es un águila.
- Kate Cold: es la abuela de Alexander Cold, reportera de la revista International Geographic.
- César Santos: un lugareño, es el guía de la expedición. Es el padre de Nadia Santos.
- Omayra Torres: una doctora con la misión de vacunar a las tribus indígenas.
- Ludovic Leblanc: un famoso antropólogo que acompaña la expedición al Amazonas.
- Walimaí: es un chamán muy respetado y poderoso. Viaja a través de sueños y visones.
- Mauro Carías: el empresario que tiene "el corazón en la bolsa".